# Джебчии
„Джебчии“ (на японски: 万引き家族) е японски игрален филм от 2018 на режисьора Хирокадзу Корееда. Филмът печели най-високото отличие – Златна палма на кинофестивала в Кан през 2018 година. В Япония прави премиерата си на 8 юни 2018 година и също се превръща в комерсиален успех и получава добри отзиви. Корееда написва сценария на филма, разглеждайки въпроса от какво се състои едно семейство и вдъхновен от новинарски истории за джебчийството и бедността в Япония.
В България филмът е показван на „София Филм Фест“ през 2019 година.

## Сюжет
Сюжетът на филма разглежда бедно японско петчленно семейство, което се занимава допълнително и с джебчийство. Един ден бащата Осаму (Лили Франки) открива малко петгодишно момиченце, което семейството приема при себе си, защото биологичната му майка не го желае. Постепенно пред зрителя се разкрива истината за членовете на това нетрадиционно семейство.